# Burlington (Massachusetts)
Burlington ist eine Kleinstadt in Middlesex County im Nordosten des US-Bundesstaats Massachusetts. Das U.S. Census Bureau hat bei der Volkszählung 2020 eine Einwohnerzahl von 26.377 ermittelt.
Die früheste Besiedlung Burlingtons datiert auf das Jahr 1641. Aus dieser Zeit stammt noch etwa das Francis Wyman House, dessen Errichtung auf das Jahr 1666 zurückgeht. Am 28. Februar 1799 wurde Burlington offiziell bestätigt.
Zwischen 1955 und 1965 boomte die Stadt durch den Bau der Massachusetts Route 128. Die Zahl der Einwohner, die vor dem Bau weniger als 4000 betrug, verfünffachte sich bis 1970.
Heute befinden sich in Burlington Büros namhafter IT Firmen wie Oracle, SAP, SunGard, Avid und Nuance.

## Persönlichkeiten
- David Lovering (* 1961), Schlagzeuger
- Roderick MacKinnon (* 1956), Chemienobelpreisträger
- Amy Poehler (* 1971), Schauspielerin